# 朝闻天下
朝聞天下是中國中央電視台的一個早間直播新聞節目。自2006年开播至今。

## 歷史
央视曾计划在1989年开办早间新闻节目，按照计划，该节目每天7:00-7:15在央视一套首播，8:00-8:15、8:30-8:45分别在央视一套和央视二套重播，惟上述安排在1989年宣布推迟。
1993年3月1日-1997年5月4日期间，随着央视一套提前至7:00开始播出节目，7:00和8:00开始加设两节《新闻》。同年5月1日起随着《东方时空》开播，7:00一节的《新闻》纳入《东方时空》的板块之一并更名为《早间新闻》。（1997年5月5日之前，央视一套8:00档《整点新闻》开场时，主播也会提示观众“欢迎收看《早间新闻》”）。
1996年1月25日起，随着《东方时空》的改版，《早间新闻》更换过场动画。
1997年5月5日，随着央视一套提前至6:00开始播出节目，《早间新闻》成为独立节目，播出时长有所调整，6:00和7:00两节为15分钟，8:00一节时长20分钟。
2000年11月27日，《早间新闻》重新纳入《东方时空》。
2001年11月5日，随着《东方时空》缩版，原8:00一节《早间新闻》更名为《新闻早8点》 ，原6:00、7:00两节《早间新闻》更名为《早新闻》。
2003年5月1日，随着央视新闻频道的开播，6:00、7:00的《早新闻》改为《整点新闻》，8:00一节的《早新闻》更名《新闻早8点》，由央视综合频道和新闻频道同步播出。
2006年6月5日起，随着中國中央電視台新聞頻道改版，原6:00和7:00两节《整點新聞》、《媒體廣場》及《新聞早8點》和早间时段的《天气·资讯》合併而来的《朝聞天下》節目开播，时长150分钟（6:00-8:30），该节目在央视综合频道和新闻频道同步播出。
2009年7月27日，中國中央電視台新聞頻道再次改版，《朝聞天下》統一更換藍色包裝，改在改造後的150演播室播出。播出時長由150分鐘扩版到180分鐘，改版5天后取消播出《媒體廣場》环节。
2010年2月1日起，《朝聞天下》改在改造後的250演播室播出。
2012年4月16日開始，央视综合频道开始与新闻频道同步播出6:00-7:00一节，此前综合频道会从7:00开始转播，央视综合频道标清版亦有短暂一段时间在并机直播《朝闻天下》时候显示自己的黑色跑马，后取消。
2019年10月17日起，《朝聞天下》搬至全新的N07演播室播出，并且启用全新的包装，并实现标清16:9制式，新闻片、中插广告、天气等均改为16:9制式播出。此举使得原本就以16:9制作的广告终于得以在央视综合频道的高清版正常播出，取代了之前的信箱模式。

## 播出

### 节目形式
节目每个整点播放一次片头，且片头随时间变化而变化，6点和7点档片头之前播放《中华人民共和国国歌》。如前一天有党和国家领导人活动，会在每个整点的开头循环播报“时政新闻”或“时政要闻”，之后播报其他新闻。
7点和8点整点之前会连线中央气象台天气预报主持人介绍近期全国天气情况，并播报国内部分城市天气，节目结束后还会播出一节全国主要城市天气预报。接近8:30时，主播会提示CCTV-1将播出其它节目，CCTV-13继续播出《朝闻天下》。

### 主播
该节目为一男一女两名主播。
|                                                            | 男主播                                                             | 女主播                                                               |
| ---------------------------------------------------------- | ------------------------------------------------------------------ | -------------------------------------------------------------------- |
| 现时常驻主播                                               | 张仲鲁、苗凯、王言、商亮、张韬、陈怡博                             | 王音棋、果欣禹、张安琪、郑子可、王宇彤、刘妙然、迟茜                 |
| 代班主播                                                   | 黃峰、严信                                                         | 和佳、胡蝶、鄭天亮                                                   |
| 现职前任主播                                               | 长啸、康辉、郭志坚、沙晨、朱广权、崔志刚、刚强、王洲、靳强、何岩柯 | 李文静、李梓萌、海霞、彭坤、耿萨、董丽萍、宝晓峰、郑丽、柴璐         |
| 已辞职主播                                                 | 赵普、郎永淳                                                       | 刘羽                                                                 |
| 已故主播                                                   | 罗京、顾国宁                                                       |                                                                      |
| 《早间新闻》（含6:00和7:00两节）、《新闻早八点》時期主持人 | 罗京、王宁、张宏民、杨柳、康辉、纳森、郭志坚                       | 李瑞英、李修平、贺红梅、海霞、杨晨、颜倩、宝晓峰、彭坤、紫凝、李梓萌 |

### 播出时间
该节目在央视综合频道、新闻频道同步播出，时长180分钟（6:00-9:00），但综合频道只会转播至8:30（特殊情况下综合频道也会直播至9:00）。

## 开场白
- 朝闻天下，开启全新一天。朝闻天下，新闻服务生活。（2006.6.5-2008）
- 朝闻天下，开启全新一天。（2008-至今）